# Mycomya gutianshana
Mycomya gutianshana är en tvåvingeart som beskrevs av Wu och Yang 1994. Mycomya gutianshana ingår i släktet Mycomya och familjen svampmyggor.
Artens utbredningsområde är Zhejiang (Kina). Inga underarter finns listade i Catalogue of Life.